# TLC (band)
TLC is een Amerikaanse r&b-, soul- en hiphopmuziekgroep, die in 1991 werd gevormd in Atlanta door Tionne 'T-Boz' Watkins, Lisa 'Left Eye' Lopes, en Rozonda 'Chilli' Thomas. De meidengroep was zeer succesvol in de jaren ‘90 en het begin van de jaren ‘00.

## Geschiedenis

### Ontstaan
Producer Ian Burke uit Atlanta en een van zijn klanten, de tiener Crystal Jones, bedachten in 1990 een concept voor een meidengroep met een jongensachtige hiphop-uitstraling. Na een oproep voor twee meiden om een trio te vormen, sloten uiteindelijk Tionne Watkins en Lisa Lopes zich bij Jones aan. Het trio noemde zich 2nd Nature en begon demomateriaal te maken met producenten Jermaine Dupri en Rico Wade. Een auditie bij zangeres Perri 'Pebbles' Reid, die een eigen productiebedrijf Pebbitone was begonnen, maakte indruk. Reid doopte de groep om tot TLC-Skee, met "TLC" als acroniem van de voornamen Tionne, Lisa en Crystal, en regelde een auditie voor hen met platenlabel LaFace Records, van Kenneth Brian Edmonds en Reids toenmalige echtgenoot Antonio 'L.A.' Reid. Deze laatste zag potentie in Watkins en Lopes, maar voelde dat Jones moest worden vervangen. Rond de contractonderhandelingen verliet Jones de groep, en in april 1991 werd het resterende duo aangevuld met Rozonda Thomas. Om de inmiddels tot TLC ingekorte naam als acroniem te behouden, werd haar de bijnaam "Chilli" gegeven, en kregen Tionne en Lisa de bijnamen "T-Boz" en "Left Eye".

### Bekendheid
TLC werd bekend in 1992, dankzij de singles Ain't 2 Proud 2 Beg en "Baby-Baby-Baby" van het succesvolle album Ooooooohhh.... On the TLC Tip. In de Verenigde Staten scoorden zij ook met What About Your Friends en "Hat 2 Da Back", maar daarbuiten was het succes van die singles wisselend. Hun debuutalbum werd viervoudig platina in de Verenigde Staten.
Het grote succes buiten de VS hadden ze 1995 en 1999, met singles als Waterfalls, No Scrubs en Unpretty, en de albums Crazysexycool en Fan Mail.
"CrazySexyCool" verscheen eind 1994 en werd in de Verenigde Staten elf keer platina. Dat was toentertijd het bestverkochte hiphop album ooit (nu behoort die eer toe aan OutKast). De singles "Creep" en "Waterfalls" waren nummer 1-hits. "Waterfalls" was ook in de rest van de wereld een megahit, mede dankzij de bijzondere videoclip. Ook "Red Light Special" en "Diggin' On You" waren hits voor TLC.
Dit grote succes deden ze over in 1999 met het derde album "FanMail". "No Scrubs" werd hun grootste hit wereldwijd en ook "Unpretty" werd een hit. Voordat "FanMail" verscheen daagde Lisa 'Left Eye' Lopes de andere leden publiekelijk uit om elk een soloalbum op te nemen, bij wijze van wedstrijd. Haar solo-album "Supernova" werd niet uitgebracht in de Verenigde Staten en deed het in Europa vrij slecht. De single "The Block Party" was een bescheiden hit.
In 2002 werd TLC opgenomen in de Georgia Music Hall of Fame.

### Het einde
Toen ze bezig waren met de opnames van hun vierde album "3D" kreeg TLC een jaar vrij en overleed Lisa "Left Eye" Lopes bij een auto-ongeluk bij La Ceiba in Honduras.
Het album werd afgemaakt. De liedjes die ze samen met Lisa 'Left Eye' Lopes hadden ingezongen bleven zoals ze waren en de rest werd ingezongen door Tionne en Rozonda.
Later verscheen de cd Now And Forever - The Hits, waarop de grootste hits van TLC staan, waaronder ook de hits die ze samen met Lisa hadden opgenomen. Het laatste gedeelte van Lisa's rap op "Waterfalls" staat gegraveerd in haar grafsteen. Voor 2013 verschijnt er een nieuwe versie van die single samen met de meidengroep Stooshe.

### De laatste keer
T-Boz en Chili nemen vijftien jaar na de release van hun vorige plaat afscheid met een allerlaatste album dat de naam van de groep draagt. Snoop Dogg levert als enige een gastbijdrage op het album dat dankzij een crowdfundingcampagne in 2015 tot stand is gekomen. Lisa is kort te horen in de interlude.

## Discografie

### Albums
| Album met eventuele hitnotering(en) in de Nederlandse Album Top 100 | Datum van verschijnen | Datum van binnenkomst | Hoogste positie | Aantal weken | Opmerkingen |
| ------------------------------------------------------------------- | --------------------- | --------------------- | --------------- | ------------ | ----------- |
| Ooooooohhh.... On the TLC Tip                                       | 1992                  |                       |                 |              |             |
| CrazySexyCool                                                       | 1995                  | 4-2-1995              | 5               | 61           | Goud        |
| FanMail                                                             | 1999                  | 6-3-1999              | 9               | 50           | Platina     |
| 3D                                                                  | 2002                  | 23-11-2002            | 62              | 2            |             |
| Now & Forever - The Hits                                            | 2003                  | -                     | -               | -            |             |
| We Love TLC                                                         | 2009                  | -                     | -               | -            |             |
| TLC                                                                 | 2017                  | -                     | -               | -            |             |

| Album met hitnotering(en) in de Vlaamse Ultratop 200 albums | Datum van verschijnen | Datum van binnenkomst | Hoogste positie | Aantal weken | Opmerkingen |
| ----------------------------------------------------------- | --------------------- | --------------------- | --------------- | ------------ | ----------- |
| CrazySexyCool                                               | 1995                  | 09-09-1995            | 20              | 9            |             |
| Fanmail                                                     | 1999                  | 08-05-1999            | 7               | 27           |             |
| TLC                                                         | 2017                  | 08-07-2017            | 166             | 1            |             |

### Singles
| Single met eventuele hitnotering(en) in de Nederlandse Top 40 | Datum van verschijnen | Datum van binnenkomst | Hoogste positie | Aantal weken | Opmerkingen                              |
| ------------------------------------------------------------- | --------------------- | --------------------- | --------------- | ------------ | ---------------------------------------- |
| Ain't 2 proud 2 beg                                           | 1992                  | 15-08-1992            | 25              | 3            | Nr. 24 in de Single Top 100              |
| What about your friends                                       | 1992                  | 07-11-1992            | tip8            | -            | Nr. 58 in de Single Top 100              |
| Creep                                                         | 1994                  | 11-02-1995            | 27              | 3            | Nr. 19 in de Single Top 100              |
| Red light special                                             | 1995                  | 15-04-1995            | tip12           | -            |                                          |
| Waterfalls                                                    | 1995                  | 12-08-1995            | 5               | 14           | Nr. 5 in de Single Top 100               |
| Diggin' on you                                                | 1995                  | 02-12-1995            | 36              | 3            | Nr. 32 in de Single Top 100              |
| Creep '96                                                     | 1996                  | 03-02-1996            | tip19           | -            |                                          |
| No scrubs                                                     | 1999                  | 27-03-1999            | 3               | 17           | Nr. 3 in de Single Top 100               |
| Unpretty                                                      | 1999                  | 14-08-1999            | 6               | 15           | Nr. 8 in de Single Top 100, Alarmschijf  |
| Dear lie                                                      | 1999                  | 15-01-2000            | 17              | 8            | Nr. 26 in de Single Top 100, Alarmschijf |
| Girl talk                                                     | 2002                  | 09-11-2002            | tip5            | -            | Nr. 54 in de Single Top 100              |
| Damaged / Hands Up                                            | 2003                  | 31-05-2003            | tip21           | -            |                                          |

| Single met hitnotering(en) in de Vlaamse Ultratop 50 | Datum van verschijnen | Datum van binnenkomst | Hoogste positie | Aantal weken | Opmerkingen          |
| ---------------------------------------------------- | --------------------- | --------------------- | --------------- | ------------ | -------------------- |
| Creep                                                | 1994                  | 25-02-1995            | 45              | 1            |                      |
| Waterfalls                                           | 1995                  | 30-09-1995            | 25              | 12           |                      |
| No Scrubs                                            | 1999                  | 08-05-1999            | 5               | 17           |                      |
| Unpretty                                             | 1999                  | 28-08-1999            | 13              | 11           |                      |
| Dear Lie                                             | 1999                  | 05-02-2000            | 36              | 6            |                      |
| Girl Talk                                            | 2002                  | 30-11-2002            | tip5            |              |                      |
| Crooked Smile                                        | 2013                  | 09-11-2013            | tip88           |              | J. Cole feat. TLC    |
| Way Back                                             | 2017                  | 06-05-2017            | tip             |              | TLC feat. Snoop Dogg |
| It's Sunny                                           | 2017                  | 05-08-2017            | tip42           |              |                      |

## Grammy's
TLC won vier Grammy Awards: in 1999 die van "Best R&B Album" en "Best R&B Performance By A Duo Or Group With Vocal" voor respectievelijk Fanmail en No Scubs en in 1995 die van "Best R&B Album" en "Best R&B Performance By A Duo Or Group With Vocal" voor respectievelijk CrazySexyCool en Creep. Bij de uitreiking van 1995 gaf Chilli aan dat de band toen bankroet was, ondanks een opbrengst van naar schatting 175 miljoen dollar aan albumverkoop. Volgens de groepsleden was dit te wijten aan het voor hen nadelig contract dat ze hadden afgesloten met hun management.